# Delegsol
Delegsol, offizieller Name: Luis Galarza Orellana, ist eine Ortschaft und eine Parroquia rural („ländliches Kirchspiel“) im Kanton Chordeleg der ecuadorianischen Provinz Azuay. Die Parroquia besitzt eine Fläche von 29,91 km². Die Einwohnerzahl lag im Jahr 2010 bei 1494. Die Parroquia wurde am 27. Juli 1994 als „Luis Galarza Orellana“ gegründet. Namensgeber war ein Abgeordneter im Nationalkongress. Der gebräuchlichere Name ist „Delegsol“. Das Wort kommt aus der Sprache der Kañari und setzt sich aus den Begriffen deleg für „Ebene“ und sol für „Sonne“ zusammen.

## Lage
Die Parroquia Delegsol liegt im Osten der Provinz Azuay an der Westflanke der Cordillera Real. Sie befindet sich am rechten Flussufer des Río Zhio, ein Nebenfluss des Río Santa Bárbara. Im Osten reicht das Verwaltungsgebiet bis zum Oberlauf des Río San Francisco. Im Osten erhebt sich der 3739 m hohe Berg Curiquingue. Der Ort Delegsol befindet sich auf einer Höhe von 2610 m, 8,5 km südlich des Kantonshauptortes Chordeleg.
Die Parroquia Delegsol grenzt im Norden an die Parroquias San Martín de Puzhío und Remigio Crespo Toral (Kanton Gualaceo), im Osten an die Parroquia Luis Cordero Vega (ebenfalls im Kanton Gualaceo), im Süden an die Parroquia Principal sowie im Westen an die Parroquia Güel (Kanton Sígsig).

## Ökologie
Der äußerste Südosten des Verwaltungsgebietes liegt innerhalb des Schutzgebietes Bosque Protector Moya Molón.